# Pozůstalí (seriál)
Pozůstalí (v anglickém originále The Leftovers) je televizní seriál americké stanice HBO na námět stejnojmenného románu Toma Perrotty.
Hlavním motivem jsou osudy obyvatel malého fiktivního městečka Mapleton ve státě New York tři roky poté, co záhadně zmizela 2 % lidské populace na Zemi.
První řada byla vysílána od 29. června 2014 a obsahovala 10 epizod. Druhá, rovněž desetidílná řada se na televizních obrazovkách objevila 4. října 2015